# Hesperotettix osceola
Hesperotettix osceola är en insektsart som beskrevs av Morgan Hebard 1918. Hesperotettix osceola ingår i släktet Hesperotettix och familjen gräshoppor. Inga underarter finns listade i Catalogue of Life.